# 都市施設
都市施設（とししせつ）とは、都市の利便のため、都市に設置される施設である。

## 概要
一般用法としては、都心的性格を持つ場所にある商業施設などを含む公的サービス機能を持つ施設である。
しかし、都市計画分野においては、都市計画法第11条第1項第1号～第11号に定められている、道路等の交通施設、公園等の公共空地、上下水道等の供給処理施設、河川等の水路、学校等の教育文化施設、病院等の医療福祉施設、火葬場等、団地などの住宅施設、官公庁施設、流通業務団地、など、都市計画法で定める、都市計画決定により設置を決める施設のことを言う。
これらの中から必要なものを都市計画区域に設置する。ごみ焼却場など、都市計画で定めなければならない施設もあるが、道路、公園などは必ずしも全てを都市計画で定める必要はない。

## 都市施設と都市計画施設
「都市施設」と「都市計画施設」は、都市計画法第4条で以下のように定義されている。

## 分類
1. （交通施設）
  - 道路（都市計画道路）
    - 自動車専用道路
    - 幹線街路
      - 主要幹線街路
      - 都市幹線街路
      - 補助幹線街路

    - 区画街路
    - 特殊街路…路面電車、モノレール、歩行者専用道路等

  - 都市高速鉄道…地下鉄、複々線化、高架化
  - 駐車場
  - 自動車ターミナル
  - その他の交通施設
2. （公共空地）
  - 公園（都市計画公園）
    - レクレーション都市
    - 広域公園
    - 総合公園
    - 運動公園
    - 地区公園
    - 近隣公園
    - 街区公園（旧児童公園）

  - 緑地
  - 広場
  - 墓園
  - その他の公共空地
3. （供給施設又は処理施設）
  - 水道
  - 電気供給施設
  - ガス供給施設
  - 下水道
  - 汚物処理場
  - ごみ焼却場
  - その他の供給施設又は処理施設
4. （水路）
  - 河川
  - 運河
  - その他の水路
5. （教育文化施設）
  - 学校
  - 図書館
  - 研究施設
  - その他の教育文化施設
6. （医療施設又は社会福祉施設）
  - 病院
  - 保育所
7. その他の医療施設又は社会福祉施設
8. 市場・と畜場・火葬場
9. 一団地の住宅地設
（一団地における50戸以上の集団住宅及びこれらに附帯する通路その他の施設）
10. 一団地の官公庁施設
（一団地の国家機関又は地方公共団体の建築物及びこれらに附帯する通路その他の施設）
11. 流通業務団地
12. その他政令（都市計画法施行令第5条）で定める施設。具体的には、電気通信事業の用に供する施設又は防風、防火、防水、防雪、防砂若しくは防潮の施設である。

## 立体都市施設
立体都市施設（りったいとししせつ）とは、都市計画制度に定められた、立体的に空間を限定して都市計画を決定する都市施設のこと。
道路，自動車高速道路等の道路施設，水道，電気，ガス等の供給処理施設や用水，運河等の水路，電気通信事業用施設，防火・防水施設に限り，道路の上下区間の有効活用が認められている。